# SEAT Panda
El SEAT Panda (modelo 141A) es un automóvil utilitario (segmento A) diseñado por Giorgetto Giugiaro y producido por esta firma bajo licencia de Fiat. SEAT introdujo ligeras modificaciones respecto al Fiat Panda original en alguna de las variantes del modelo. La empresa española diseñó también una versión furgoneta, la SEAT Trans, que más tarde sería renombrada como SEAT Terra.

## Historia
En 1980 Fiat presenta el Panda y SEAT inicia la producción del modelo en 1980, lanzándolo comercialmente con el lema "SEAT Panda, amigo para todo", si bien ya se habían fabricado y puesto a la venta unidades limitadas del 35 con motorizaciones de 32,5 cv en 1979.
SEAT lo ofreció definitivamente en dos acabados: Panda 35 y Panda 45, que se caracterizaban, respectivamente, por el motor de 843 cc apto para el consumo de gasolina "normal", y originario del  SEAT/Fiat 850 el primero, y por el brioso 903 cc del  SEAT/Fiat 127, junto con un acabado general más completo el segundo. 
El equipamiento adicional del Panda 45 con respecto al Panda 35 incluía cristales coloreados, luneta trasera térmica con lava/limpialuneta, lunas laterales posteriores abribles a compás, asientos reclinables con reposacabezas y salpicadero todo ello tapizado en tela en lugar de materia plástica, y una bandeja sobre el maletero.
Más tarde llegaría el Seat Panda 40, con la mecánica de 903 cc rebajada de compresión para permitir el uso de gasolina de bajo octanaje, y el Panda 45 Marbella, la versión más elaborada y lujosa del modelo. También convivió con este último el denominado Panda Montaña. El Panda Montaña era similar al Panda 45, pero con ciertos añadidos de estilo "todo terreno": neumáticos sobredimensionados y adecuados a la conducción fuera de carretera, barras protectoras en los parachoques y un portaequipajes de materia plástica en el techo. Otros modelos fueron el Panda Terra, una versión pick-up con techo de lona, así como una versión con techo practicable.
Los tres motores de 32,5, 42 y 45 CV le permitían unas prestaciones superiores a la mayoría de automóviles de similar cilindrada, haciéndole superar al Panda los 140 km/h con unos consumos mínimos; circunstancias ambas que no eran ajenas a su reducido peso, de 680 kg.
Tras la ruptura entre SEAT y Fiat, la marca española tuvo que renombrar y hacer un pequeño rediseño a sus automóviles para diferenciarlos de los producidos por la casa matriz italiana. Tras una leve reestilización, el SEAT Panda pasó a llamarse SEAT Marbella y la furgoneta derivada del mismo, la SEAT Trans, se convirtió en la SEAT Terra.
El Panda, gracias a su versatilidad, evolucionó en diversas variantes, como la ya mencionada furgoneta Trans, el furgón de carga Emelba Chato (la versión lujosa del modelo), el SEAT Panda Marbella u otras de escasa difusión, como las versiones pick-up y cinco puertas realizadas también por el carrocero catalán Emelba.

## Versiones
- Comercial: (1980) Versión preparada para la industria comercial, con los lunas posteriores tapadas y sin asientos traseros, ya que el hueco se unifica con el maletero.

- Bavaria: (1980) era una versión intermedia sobre el panda 45 y el Marbella , con vinilos de la versión en los laterales, carburador Weber y distribuidor magneti marelli, consiguiendo los 10cv de aumento sobre la versión 35. Además incorporaba tapicería de diseño diferente y algún extra más sobre el modelo más básico.

- Montaña:(1982) Era una versión preparada para circular por los caminos. Disponía de baca y protecciones delantera y trasera.

- Series especiales Colour Black, White, Yellow y Red: (1982) ediciones realizadas sobre el panda 40, como bien indica el nombre se trata de una serie especial que según el color de carrocería se le denominaba como este en inglés, con un decorado especial. Solo hubo cuatro versiones: Black que era el negro, el cual tenía un vinilo dorado en forma de recuadro alrededor de todo el lateral con la palabra black dentro, ubicado en la aleta trasera y llantas en color dorado. White que era el de color blanco, tenía un vinilo con doble banda lateral y letras White en color rojo, llantas en color blancas. Yellow que era el amarillo, el decorado tenía una doble línea lateral con franjas en negro y letras Yellow debajo de esta en la aleta trasera, las llantas eran las mismas que montaba el panda 40 normal. Red, era el rojo y el decorado de incluía una línea negra rodeada de otra dorada y la palabra Red dentro de esta. en 1984 surgió una reedición pasando a llamarse Black 2, White 2, Yellow 2 y Red 2 decorados con otros vinilos.

- Practicable: (1983) Era la versión con el techo de lona.

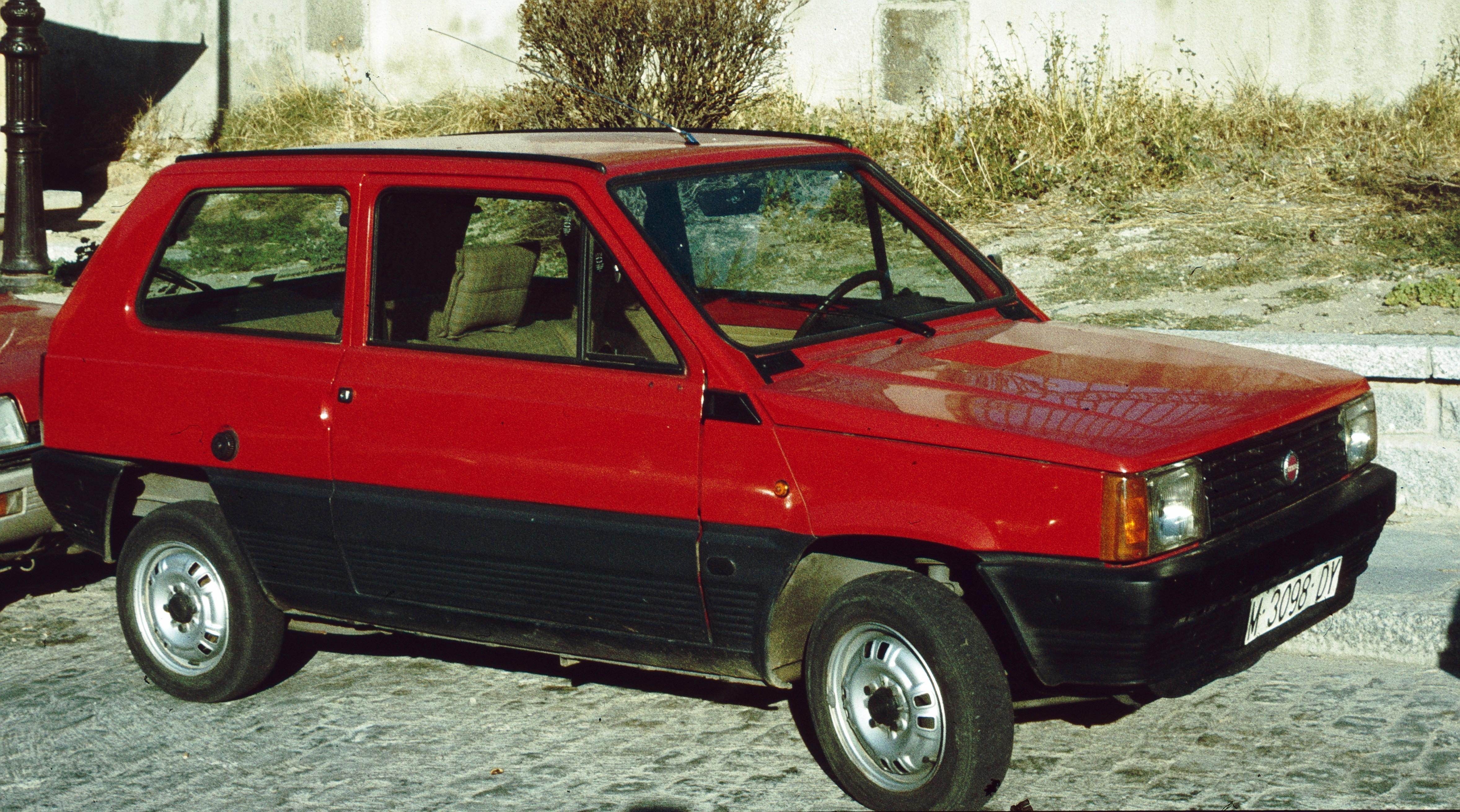
SEAT Panda 45 con calandra de los Panda Marbella, Panda Sprint y Panda Terra

- Marbella: (1983) fue concebido como la versión más equipada del SEAT Panda. Utilizaba la misma carrocería que el Panda convencional, sobre el acabado 45 con algunas modificaciones. Exteriormente se diferencia en que incorporaba una calandra distinta, con un entramado de plástico negro y el logo circular de los SEAT deportivos de la época en las primeras unidades, pasando a la "S" en vehículos posteriores; faros antiniebla, aletines en los pasos de rueda, llantas de 4,5" de garganta calzadas con neumáticos de perfil bajo (145/70 SR 13) y dotadas de unos tapacubos específicos, y en opción, pintura metalizada, además de incluir unos vinilos con la inscripción de la versión, en la zona posterior de ambos laterales. En el interior presentaba un salpicadero diferente, que tenía una instrumentación más completa con reloj horario suplementario digital y cuentarrevoluciones en pantalla. Incorporaba asimismo unos asientos de diferente concepción, más confortables y con una tapicería especifica en terciopelo; preinstalación de radio con antena, y opcionalmente, caja de cambios de cinco velocidades.

- Movida: (1983) se montó bajo el acabado 40. Estéticamente como era habitual, en las versiones de época incorporaba vinilos específicos de la versión, acompañado de unas líneas laterales.

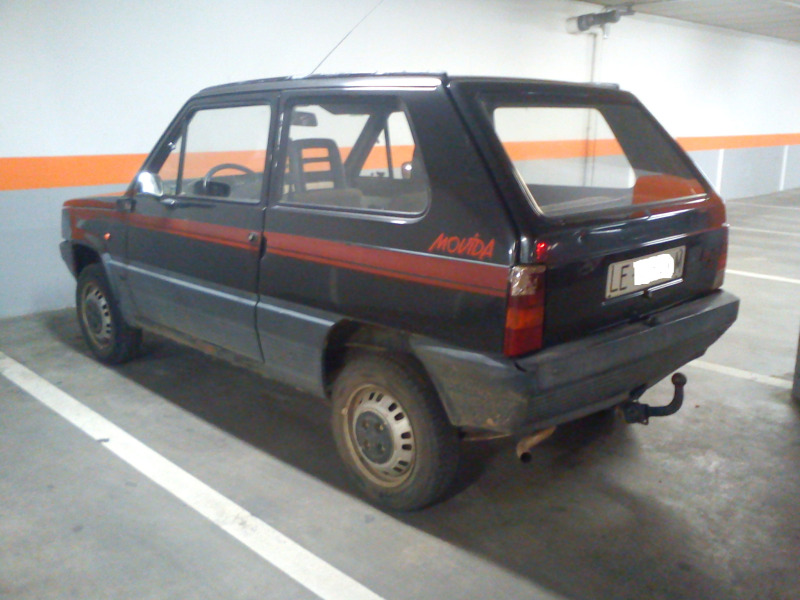
SEAT Panda serie limitada Movida cuyo eslogan era: "Tu panda da la nota. Nuevo Panda Movidaaa"

- Terra: (1983) Era como una versión pick up pero con asientos traseros que incorporaba el techo y el maletero de lona. Tenía la misma calandra del Panda-Marbella.

- Sprint: (1985) Era similar al Panda-Marbella incluyendo su la parrilla específica de esta versión, pero con un equipamiento más básico, sin faros antiniebla y además este se diferenciaba en el exterior en que se le incluyó una línea lateral roja con la palabra Sprint al final.[7]

- Abarth:(1981) esta versión era una preparación de Abarth que se incluyó para SEAT. La motorización ganaba una potencia de 60cv.[8]

## Derivados

### SEAT Trans

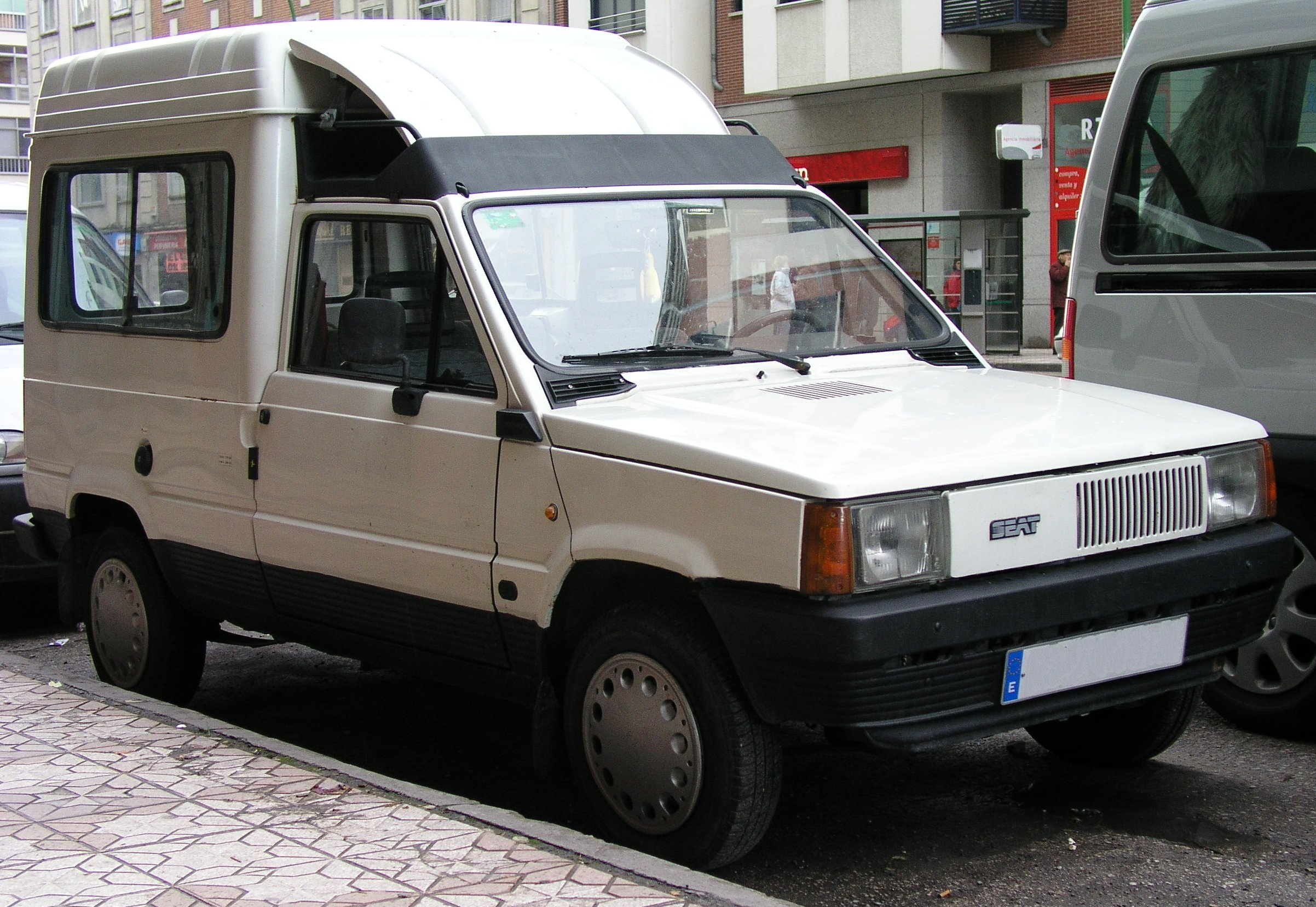
SEAT Trans

La SEAT Trans es una furgoneta pequeña que fue diseñada por SEAT usando el chasis, motorizaciones y la parte delantera del SEAT Panda.
Su precio era muy competitivo para la época, situándola entre las furgonetas más económicas del mercado.
Su ligereza (790 kg) y gran capacidad de carga (2450 decímetros cúbicos) hizo que tuviese bastante éxito entre los pequeños y medianos comerciantes, llegando también a formarse flotas de la Trans en distintas empresas como Kas o Telefónica.
Al evolucionar el SEAT Panda se hicieron ligeros retoques en la SEAT Trans, incorporando piezas y la estética del SEAT Marbella creándose la SEAT Terra.
Cuando SEAT dejó de fabricar la Trans en 1986, se habían producido 82.832 unidades.

### SEAT Panda papamóvil

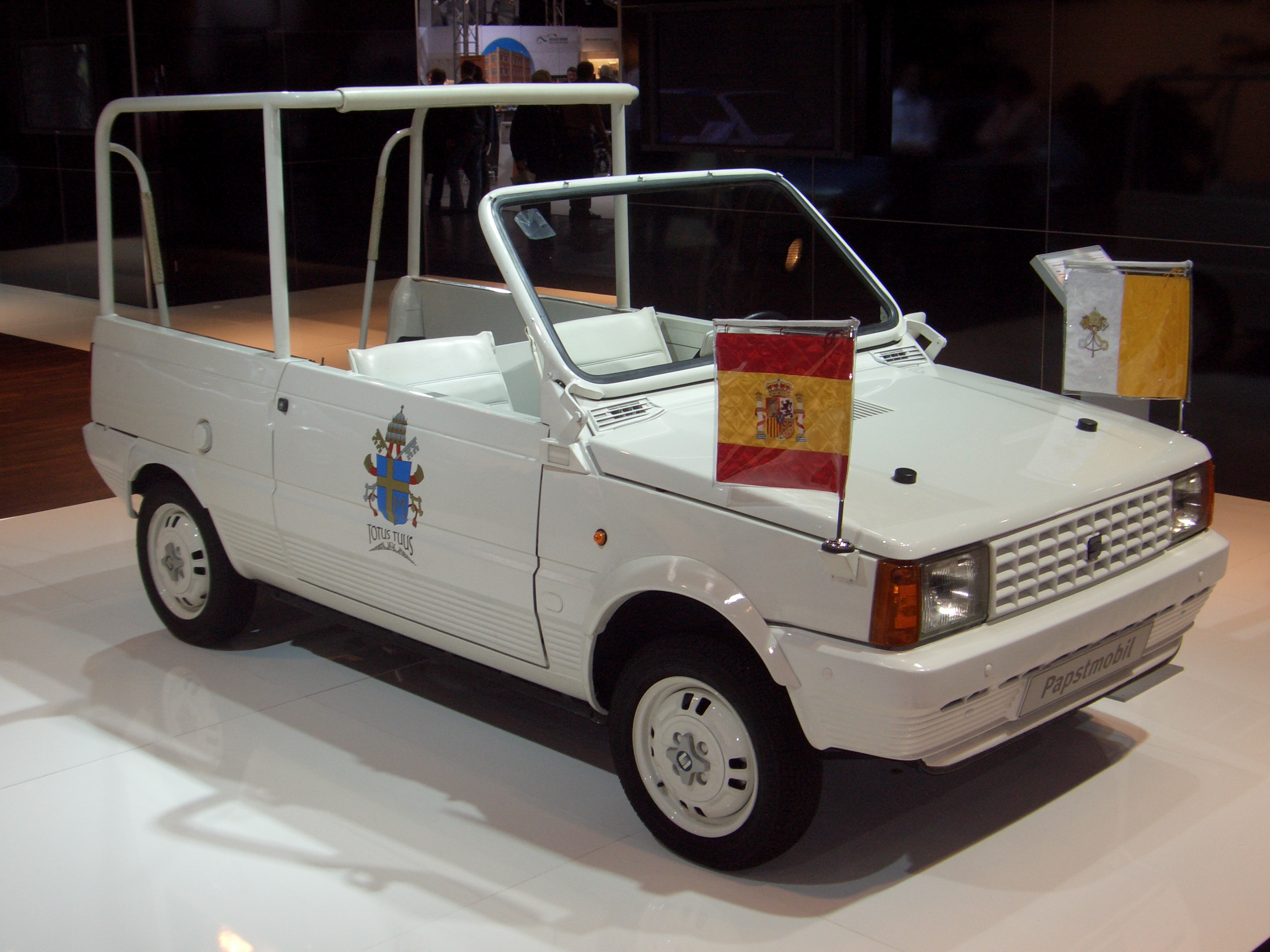
El SEAT Panda papamóvil.

Otro derivado del SEAT Panda fue usado durante el viaje del papa Juan Pablo II a España, en 1982, adaptando la parte trasera para uso del pontífice. Este modelo se creó exclusivamente por encargo para que el papa pudiera entrar con el coche al estadio Santiago Bernabéu, ya que los accesos eran demasiado estrechos para que el papamóvil previsto pudiera entrar hasta el interior del campo.

### Emelba Chato

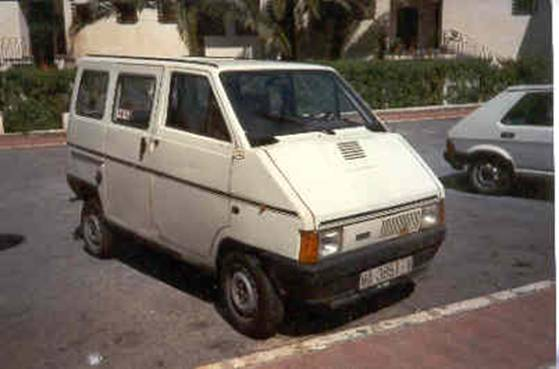
Emelba Chato

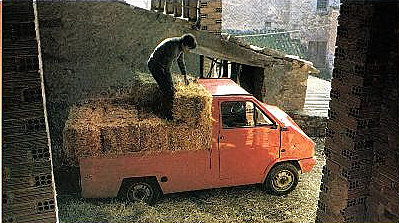
Versión pickup del Emelba Chato.

El Emelba Chato es un automóvil de carga basado en el SEAT Panda, que llevó a cabo la empresa carrocera española Emelba. Fue presentado en el Salón Expomóvil de 1982, y su producción comenzó al año siguiente. Algunos Chato fueron usados como taxis y ambulancias, e incluso la policía utilizó algunas unidades.
Esta furgoneta en sí no era más que una obra artesanal, en la que se aumentaba al SEAT Panda en altura, se colocaba un nuevo capó, se desplazaba el puesto de conducción (quedando mucho más forzado e incómodo), y se instalaban una o dos puertas correderas a cada uno de los lados del Panda y un portón trasero.
El resultado del diseño era discutible estéticamente (debido al ya de por sí forzado estilo del Panda), pero era práctico, ya que la capacidad de carga era muy amplia para un automóvil de tales características. El portón trasero plegable de dos hojas hacía fácil la carga de objetos voluminosos, e incluso estaba homologada para 6 personas. También se podían plegar los asientos traseros, para convertirlo en una furgoneta. La rueda de repuesto iba alojada en una trampilla del interior.
Además de la versión básica, con una puerta corredera, se realizaron dos versiones más: una con dos puertas correderas y otra en versión pickup. En principio se vendían exclusivamente con dos tonos de pintura; blanco o rojo, aunque algunas unidades también fueron ofrecidas en color azul. Después de que finalizasen las relaciones entre SEAT y Fiat, Emelba modificó el diseño del Chato, creando el Emelba 903. Todas estas furgonetas tuvieron una difusión muy escasa, al igual que casi todos los proyectos de Emelba.

### Emelba 903
El Emelba 903 fue una modernización del Chato tras la ruptura de SEAT y Fiat, también para hacerlo más agradable a la vista. Fue presentado en marzo de 1985. Algunas diferencias con el Chato son que el 903 está construido sobre la base de la furgoneta SEAT Trans, tiene más potencia, ya no tiene el portón trasero plegable y doble puerta corredera de serie, tiene nueva calandra, nuevos parachoques y unos aletines plásticos en los pasos de ruedas. Su comercialización fue muy escasa, ya que al poco tiempo de su presentación Emelba quebró.

### Emelba Pandita

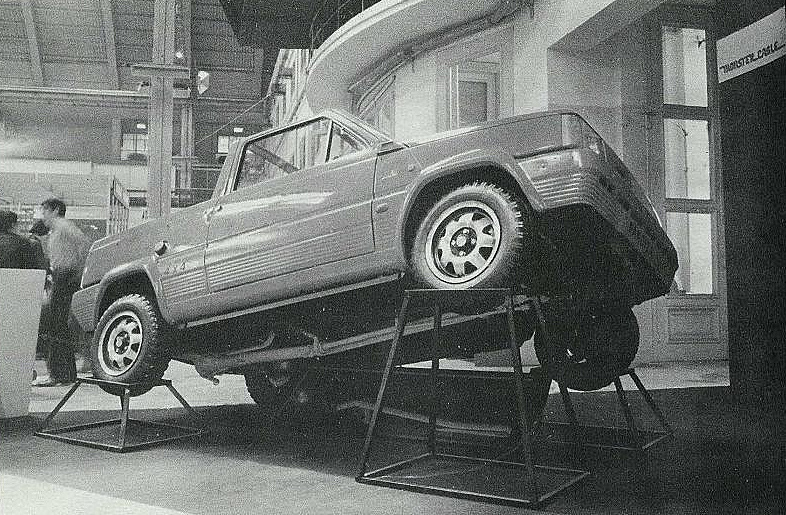
Emelba Pandita 4x4 en una exposición.

El Emelba Pandita era una versión pick-up y a la vez descapotable del SEAT Panda. Fue presentado en el Salón del Automóvil de Barcelona en 1982. Tenía cierto parecido con la SEAT Panda Terra, pero no era el mismo vehículo. Se diferenciaban porque en el Panda Terra sólo se descapotó la parte trasera, y tenía como unos forros de vinilo y carecía de esa pequeña puerta de chapa tan característica del Emelba. También existió una versión con tracción a las cuatro ruedas, que se hizo en colaboración con Juncosa, capaz de superar pendientes del 55%.

## Prototipos

### Emelba Elba cinco puertas

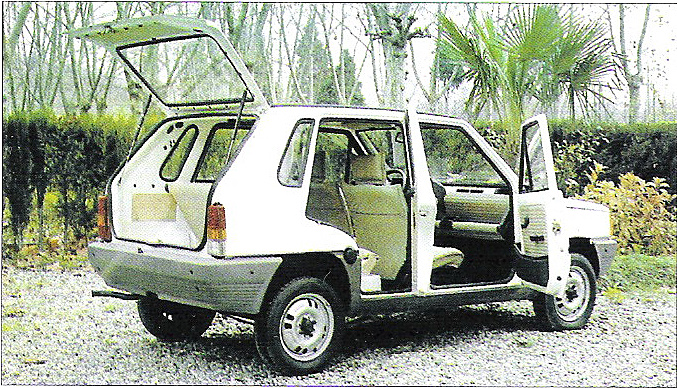
Vista lateral del Emelba Elba cinco puertas en la que se aprecia el interior.

Fue presentado en octubre de 1983 en el salón SONIMAG de Barcelona. Tenía la misma longitud que un Panda normal, y conservaba incluso la misma situación de la boca de llenado de gasolina. Sus puertas delanteras eran más cortas que las del Panda tres puertas. Se habían acortado, y el pilar central fue reubicado para montar las puertas traseras. Las ventanas traseras sólo bajaban hasta la mitad. Se supone que fue un prototipo único, pero en esto no hay unanimidad entre las diversas fuentes. Hay rumores de que por la zona de Barcelona se vio a una cuadrilla de albañiles montados en el Elba. Seguramente no se llegó a comercializar por problemas que tuvo Emelba con Fiat. Fiat también había desarrollado un Fiat cinco puertas que tampoco llegó a salir a la calle.

### SEAT Panda Diésel
Fue un proyecto de 1984, en el que se iba a montar un motor Daihatsu diésel. Exteriormente era idéntico al SEAT Panda normal.

## SEAT Panda en competición
- SEAT Panda Gr.2